# Maksímivka (Crimea)
|  | Per a altres significats, vegeu «Maksímovka». |

Maksímivka (Максимівка (ucraïnès), Максимовка (rus), Maksímovka) és un poble de la República Autònoma de Crimea a Ucraïna, que el 2014 tenia 174 habitants. Pertany al districte rural de Rozdólne.